# Economía sumergida en España
La economía sumergida en España se cifraba en 2007 entre un 18.6% y un 24.6% del producto interior bruto, lo que representaba el equivalente a 240.000 millones de euros.
Distintos estudios de varios organismos como el Instituto de Estudios Fiscales (IEF), el Banco de España, el Consejo Económico y Social (CES), el Banco Mundial y la Unión Europea situaba en dicho año la economía sumergida española en una horquilla comprendida entre el 20% y el 25% del producto interior bruto (PIB), frente a una media del entorno europeo de entre un 15% y 20%, aunque sin tener en cuenta los datos de los antiguos países de este de Europa incorporados después de 1990.
Según datos del Ministerio de Economía y Hacienda de España, las dos grandes bolsas de fraude existentes eran las operaciones de compraventa protagonizadas por empresas constructoras e inmobiliarias, así como las actividades derivadas del ejercicio de las profesiones liberales. Así, la evasión fiscal en el sector inmobiliario representaba 8.600 millones de euros anuales en España. Según los mismos datos, el 95.8% de las compañías asentadas en España que facturaban entre 1.8 y 6 millones de euros (más o menos 57.700 sociedades mercantiles) escapaban a los controles fiscales al no tener obligación de ser auditadas.